# Hermandad de La Paz
Die Hermandad de La Paz ist eine von rund 50 Büßerbruderschaften (Hermandades oder Cofradías), die während der Karwoche (Semana Santa) in Sevilla Prozessionen durchführen, um an die Passion Jesu Christi zu erinnern.

## Allgemeine Daten
| Gängige Bezeichnung | La Paz (Frieden) |
| Vollständiger Name  | Real y Fervorosa Hermandad Sacramental del Señor San Sebastián y Nuestra Señora del Prado y Cofradía de Nazarenos de Nuestro Padre Jesús de la Victoria y María Santísima de la Paz |
| Gegründet           | 1939 |
| Stadtviertel        | El Porvenir |

## Die Prozession

Paso del Cristo: Nuestro Padre Jesús de la Victoria

An der Prozession von La Paz nehmen ca. 1.200 Nazarenos teil. Diese tragen weiße Túnicas, mit roten (Paso del Cristo) bzw. blauen (Paso de la Virgen) Knöpfen und Gürteln. Für den Weg von ihrer Heimatkirche durch den Parque María Luisa bis zur Kathedrale und zurück benötigt die Prozession etwa zehn Stunden.

## Pasos
La Paz besitzt zwei Pasos:
- Paso del Cristo: Nuestro Padre Jesús de la Victoria, geschaffen 1940 von Antonio Illanes
- Paso de la Virgen: María Santísima de la Paz, geschaffen 1939 von Antonio Illanes

## Besonderheiten

Paso de la Virgen: María Santísima de la Paz

Mit der Prozession von La Paz wird traditionell die Semana Santa eröffnet, diese Hermandad verlässt am Palmsonntag als erste ihre Heimatkirche. Der populärste Ort, um La Paz zu sehen, ist der Parque María Luisa, der von keiner anderen Prozession durchquert wird.
Der Paso del Cristo wird von einer berittenen Kapelle begleitet, einmalig in der gesamten Semana Santa Sevillas.